# シロオビアメリカムシクイ
シロオビアメリカムシクイ（学名：Dendroica magnolia） は、スズメ目アメリカムシクイ科に分類される鳥類の一種。